# Birth of the New World
Birth of the New World est une statue de 110 mètres de haut située à Arecibo, à Porto Rico. Réalisée par Zourab Tsereteli, elle commémore le 500e anniversaire du premier voyage de Christophe Colomb et la découverte par les Européens de l'Amérique.